# Made in Europe
| 평가 점수 | 평가 점수 |
| 출처      | 점수      |
| --------- | --------- |
| Allmusic  | [ 1 ]     |

《Made in Europe》는 딥 퍼플이 발매한 라이브 음반으로, 리치 블랙모어가 딥 퍼플을 떠나기 전인 1975년 4월, 최종 날짜에 녹음했다. 그룹이 해체된 후 1976년 10월에 발매되었다.
《Made in Europe》은 롤링 스톤스 이동식 스튜디오와 함께 오스트리아 그라츠에서 4월 3일, 서독 자르브뤼켄에서 4월 5일, 프랑스 파리의 팔레 데 스포츠에서 1975년 4월 7일 콘서트에서 녹음된 곡들을 담고 있다. 그러나 《Mk III: The Final Concerts》에 포함된 라이너 노트에 따르면, 《Made in Europe》에 실린 소재는 대부분 자르브뤼켄 쇼에서 나왔다. 이 음반은 광범위한 스튜디오 편집 및 군중들의 소음과 박수갈채를 경험했다고 한다. 확실히 휘파람 부는 부채에 의해 주어지는 박수 소리가 녹음되어 있다.
이 음반에 수록된 곡들은 딥 퍼플의 《Burn》과 《Stormbringer》 음반에서 나온 것이다.
1990년, 이 음반은 워너 브라더스 레코드의 배급으로 메탈 블레이드 레코드에 의해 미국에서 재발매되었다. 미국에서 절판되었던 이 음반은 2007년 7월 31일 프라이데이 뮤직 레이블에 의해 재발매되었다(또 《Stormbringer》와 《Come Taste the Band》). 이 레이블의 웹사이트는 이 음반이 디지털로 재포장되었다고 주장하고 있지만, 어떤 테이프가 이 발매의 소스로 사용되었는지는 불분명하다.
이번 발매의 일부 콘텐츠가 소싱되는 그라츠와 파리 콘서트는 딥 퍼플(해외) 리미티드 앤 이어 뮤직이 전곡(설명할 수 없는 이유로, 그라츠 콘서트의 드럼 솔로는 빠져있다)으로 발매했다.

## 곡 목록
모든 곡들은 특별한 언급이 없는 한 리치 블랙모어와 데이비드 커버데일에 의해 작사/작곡하였다.
| #  | 제목                                                        | 작사·작곡                                                         | 스튜디오 음반             | 재생 시간 |
| -- | ----------------------------------------------------------- | ----------------------------------------------------------------- | ------------------------- | --------- |
| 1. | 〈Burn〉                                                    | 리치 블랙모어, 데이비드 커버데일, 글렌 휴스, 존 로드, 이언 페이스 | 《Burn》 (1974년)         | 7:32      |
| 2. | 〈Mistreated (〈Rock Me Baby〉 보간) (조 조세아, B.B. 킹)〉 | 블랙모어, 커버데일                                                | 《Burn》 (1974년)         | 11:32     |
| 3. | 〈Lady Double Dealer〉                                      | 블랙모어, 커버데일                                                | 《Stormbringer》 (1974년) | 4:15      |

| #  | 제목                | 작사·작곡                              | 스튜디오 음반             | 재생 시간 |
| -- | ------------------- | -------------------------------------- | ------------------------- | --------- |
| 4. | 〈You Fool No One〉 | 블랙모어, 커버데일, 휴스, 로드, 페이스 | 《Burn》 (1974년)         | 16:42     |
| 5. | 〈Stormbringer〉    | 블랙모어, 커버데일                     | 《Stormbringer》 (1974년) | 5:38      |

## 참여 인원
- 리치 블랙모어 - 리드 기타
- 데이비드 커버데일 - 리드 보컬
- 글렌 휴스 - 베이스 및 보컬
- 존 로드 - 해먼드 오르간 및 키보드
- 이언 페이스 - 드럼